# Mazarino De Petro
Mazarino Marco De Petro (Montecchio Emilia, 8 novembre 1943) è un politico italiano.

## Biografia
Esponente della Democrazia Cristiana, in occasione delle politiche del 1976 fu eletto alla Camera dei deputati, avendo ricevuto  33.583 preferenze nella circoscrizione Genova-Imperia-La Spezia-Savona. Non fu rieletto alle politiche del 1979, in cui ottenne 18.767 preferenze.
Dal 1985 al 1989 fu sindaco di Chiavari.
Nel 1995 aderì ai Cristiani Democratici Uniti e alle politiche del 1996 si candidò col Polo per le Libertà nel collegio di Chiavari, venendo sconfitto da Alessandro Repetto dell'Ulivo.
Il suo nome tornò alla ribalta delle cronache nel 2005, in relazione ad alcune vicende giudiziarie.